# Țărculești
Țărculești – wieś w Rumunii, w okręgu Prahova, w gminie Gornet-Cricov. W 2011 roku liczyła 641 mieszkańców.